# Sărmaşu
Sărmașu (ungarsk: Nagysármás;) er en by i distriktet Mureș  i  Rumænien. 
Byen, der har 6.186 (2021) indbyggere, administrerer syv landsbyer: Balda (Báld'), Larga (Lárga), Moruț (Marocháza), Sărmășel (Kissármás), Sărmășel-Gară (Bánffytanya), Titiana (Titiána) og Vișinelu (Csehtelke).

## Beliggenhed
Sărmașu ligger omtrent midt i Transsylvanien, ved åen Pârâul de Câmpie på den Transylvanske slette ('Câmpia Transilvaniei). Distriktets hovedstad Târgu Mureș ligger ca. 40 km mod sydøst.